# 655 Park Avenue
655, Park Avenue est un immeuble résidentiel en copropriété d'architecture géorgienne situé à Park Avenue, à l'Upper East Side à Manhattan, entre la 67e et la 68e rue, adjacente à Park Avenue Armory. Le bâtiment a été développé en 1924 par l'entreprise « Dwight P. Robinson & Compagny ». L'immeuble, situé au 655, Park Avenue, a été conçu par les architectes James Edwin Ruthven Charpentier, Jr, souvent désigné par ses initiales « J. E. R. Carpenter », et Mott B. Schmidt. J.E.R. Carpenter est considéré comme la référence en matière d'architecture pour les bâtiments résidentiels de luxe de New-York au début des années 1900, tandis que Schmidt est reconnu pour son design de bâtiments dans un style classique américain-géorgien, notamment pour son travail sur Sutton Place et les maisons pour des personnalités et l'élite du monde des affaires de la ville de New-York.

## Bâtiment
Le bâtiment est conçu dans le style architectural géorgien, avec une fondation en pierre calcaire sur les étages inférieurs et en brique sur les étages supérieurs. Le bâtiment est centré autour d'une cour intérieure en face de Park Avenue. La conception décalée en hauteur, sans doute unique parmi les bâtiments de Park Avenue de l'époque, était due aux restrictions imposées aux promoteurs par le syndicat de propriétaires de demeures voisines qui ont vendu le terrain sur lequel 655 Park Avenue a été construit. Cette « bataille pour l'échelle appropriée au 655 Avenue » est décrite dans le livre d'Andrew Alpern « Historic Manhattan Apartment Houses ». Le bâtiment principal de 11 étages comprend une aile de huit étages sur la 67e rue et une aile de sept étages sur la 68e rue. Il a un penthouse en duplex avec une terrasse sur le toit de 3000 pieds-carrés (environ 279m²). Des terrasses inférieures sont au-dessus de la 68e rue et de la 67e rue. 655, Park Avenue a des entrées sur la 67e rue et sur la 68e rue et dispose à temps plein, des portiers et des garçons/filles d’ascenseur.

## Résidents célèbres
- William Kissam Vanderbilt II, héritier, passionné de course automobile, et navigateur
- Isaac Newton Phelps Stokes, architecte et auteur de L'Iconographie de l'Île de Manhattan
- Danielle Steel[6], auteur à succès
- Charles Crane[7], l'industriel, l'héritier, et arabisant notoire.
- Schuyler Chapin[8], mécène et directeur général du Metropolitan Opera
- William Coley[9], cancérologue, inventeur du vaccin de Coley
- Barbara Goldsmith[10], auteur, journaliste, et philanthrope américaine
- Massimo Ferragamo[11], président de Ferragamo USA